# Femoracoelotes platnicki
Femoracoelotes platnicki là một loài nhện trong họ Agelenidae.
Loài này thuộc chi Femoracoelotes. Femoracoelotes platnicki được miêu tả năm 1998 bởi Jia-Fu Wang & Ono.